# Jurídicas CUC
Jurídicas CUC es una revista científica editada y publicada por la Editorial Universitaria de la Costa (EDUCOSTA). Esta publicación inició labores de divulgación científica en 2005 y es financiada por la universidad, además es revisada por pares. Está clasificada en la categoría «C» de Publindex (Índice Bibliográfico Nacional) y forma parte de las más de 200 revistas indexadas en Colombia. La revista se enfoca exclusivamente en temas relacionados sobre las ciencias jurídicas, políticas y administrativas.
Los artículos y demás temas de investigación científica se divulgan en español, inglés y portugués. Su equipo editorial está liderado por Judith Josefina Hernández quien es la editora en jefe. También está conformada por un coordinador y comité editorial, además de un comité científico especializado.
La revista ha mejorado en cuanto a la publicación de artículos, esto en parte, como producto de la acreditación institucional por parte del Ministerio de Educación de Colombia (Mineducación). Aparece en varios ránquines especializados en producciones de artículos investigativos y científicos, así como también en portales web sobre servicios en línea y contenido y bibliografía científico-académica, entre ellos, Web of Science (WoS), la Red Iberoamericana de Innovación y Conocimiento Científico (REDIB), Google Scholar, Matriz de Información para el Análisis de Revistas (MIAR), entre otros.
En 2020, Jurídicas CUC se posicionó como la 25 revista de mayor impacto en Colombia, en temas relacionados con el Derecho y la 246 a nivel global, en la clasificación de REDIB. En términos generales obtuvo 21,708 en la calificación global y 7,955% de artículos citados.

## Métricas de impacto
A continuación se relacionan algunas estadísticas sobre la revista y el impacto generado por sus publicaciones.

#### Ranking de revistas y sitios especializados
- Red Iberoamericana de Innovación y Conocimiento Científico (REDIB): 246 a nivel mundial.[4]
- Matriz de Información para el Análisis de Revistas (MIAR): 9.8 de Índice Compuesto de Difusión Secundaria.[5]
- Google Scholar: 17 Índice h.[6]
- Clasificación Integrada de Revistas Científicas (CIRC): Grupo C.[1]